# أكسل دانيلسون (محرر)
أكسل دانيلسون (بالسويدية: Axel Danielson)‏ هو محرر سويدي، ولد في 23 مارس 1867، وتوفي في 21 يونيو 1949.